# ماریا مک‌کی
ماریا مک‌کی (انگلیسی: Maria McKee؛ زادهٔ ۱۷ اوت ۱۹۶۴) یک موسیقی‌دان اهل ایالات متحده آمریکا است.